# Luis Vaia
Luis Vaia Vanzo (Trento, 1925 - Montevideo, 2006) fue un arquitecto uruguayo nacido en Italia.
Egresado de la Universidad de la República, durante muchos años se dedicó a la docencia en su propio taller de proyectos. En su estilo fue decisiva la influencia de Rafael Lorente Escudero.
Conocido como "el arquitecto del Cerro", llevó a cabo buena parte de su obra arquitectónica en la Villa del Cerro.

## Selección de obras
- Sede de la AUF, Guayabos 1531[2]
- Casa Senra, 1952; Grecia esquina Japón[3]
- Vivienda y estudio del Arq. Luis Vaia, 1954[4]
- Sede del Banco de Crédito, 1956; 18 de Julio esquina Javier Barrios Amorín (actual MIDES) (con Juan Antonio Rius)[5]
- Restauración de la capilla del Cementerio del Cerro, 2003[6]

## Homenajes
- En 2017 se denominó Arq. Luis Vaia al espacio cercano a la Fortaleza General Artigas.[7]